# Повелитель блох
«Повелитель блох. Сказка в семи приключениях двух друзей» (нем. Meister Floh. Ein Mährchen in sieben Abentheuern zweier Freunde) — иронический сказочный роман немецкого писателя-романтика Э. Т. А. Гофмана, написанный в 1821—1822 годы и ставший его последним крупным произведением.

## Содержание
Действие романа происходит во Франкфурте-на-Майне. Главный персонаж — это живущий уединённо и чурающийся женщин чудак Перегринус Тис, оказавшийся вовлечённым в таинственную игру мистических сил на фоне жизни типичного буржуазного города. Каждый герой романа имеет своего оккультного двойника. В обыденной жизни это служилые и ремесленные люди, коммивояжёры или учёные, а в мистическом плане — это маги и гении, персонификации таинственных сил природы, растений, минералов и тому подобного. 
Каждую рождественскую ночь Тис устраивает себе праздник. Предварительно скупив массу сладостей и игрушек, он, воображая себя маленьким мальчиком, наслаждается подарками, а затем раздаёт их детям бедняков. В одну из таких ночей Перегринус встречает таинственную незнакомку, которая признаётся ему в любви и требует вернуть ей таинственного узника, якобы спасшегося у Тиса. 
Оказывается, что, сам того не зная, Тис дал приют повелителю блох, который до этого был пленником мистического двойника голландского естествоиспытателя Левенгука. Незнакомка, представляющаяся как Дертье Эльвердинк, является в оккультном плане принцессой Гамахеей из Фамагусты, коварно убитой принцем пиявок и спасённой общими усилиями повелителя блох, профессора ван Левенгука, гения Тетеля и Чертополоха Цехерита. Каждый из этих персонажей претендует на обладание прекрасной принцессой. В современности каждый из участников этой коллизии выступает в качестве человека из мира обыденности. 
В результате многочисленных приключений Перегринус Тис обретает знание о себе самом как мистическом короле Секакисе, владеющем могущественным талисманом. Секакис был некогда отцом Гамахеи, поэтому Дертье неосознанно к нему и потянулась, но это дочерняя любовь, а не женская. Он находит и своё личное счастье с девушкой из бедной семьи честного переплётчика, которому он помогал долгое время, даря его детям роскошные подарки на праздники, и эта девушка имеет тоже двойника, царицу цветов, некогда мать Гамахеи, а его друг Пепуш, или же Чертополох Цехерит, женится на прекрасной Гамахее. В ту же ночь они превращаются в чертополох и тюльпан, нежно обнявшие друг друга.

## История публикации
Во время подготовки рукописи Гофман был уже тяжело болен. Когда в начале 1822 года роман был сдан в печать, изданию воспротивилась прусская цензура, усмотрев в одном эпизоде «Повелителя блох» сатиру на общественные порядки в стране. В связи с этим из окончательного варианта четвёртого и пятого приключений при публикации пришлось изъять большие куски, посвящённые следователю Кнаррпанти, образ которого предположительно мог отсылать к личности начальника полиции Капмца. Дело об оскорблении власти приобрело серьёзный оборот, однако Гофман избежал преследования из-за сильно ухудшившегося здоровья и последовавшей смерти. 
В восстановленном виде роман был опубликован только в 1906 году исследователем Георгом Эллингером.

## Русские переводы
- Анонимный перевод в издании: Гофман Э. Т. А. Мейстер Фло: Сказка о семи приключениях двух друзей // Отечественные записки. 1840. Т. 13. № 22. Отдел III.
- Перевод М. И. Манна в издании: Гофман Теодор. Собрание сочинений в восьми томах. СПб., Типография братьев Пантелеевых. 1897.
- Перевод М. А. Петровского в издании: Гофман Э.Т.А. Повелитель блох: Сказка в семи приключениях двух друзей. Л., Academia. 1929.